# エレン・フォン・アンワース
エレン・フォン・アンワース（Ellen von Unwerth、1954年 – ）は、ドイツの写真家。ファッションモデルとして経歴を開始し、その後ファッション、出版、広告の写真家となった。

## 生い立ち
西ドイツのフランクフルトに生まれる。孤児だったため、幼少期は主にバイエルン州の公的里親に預けられていた。最終的にミュンヘンの高校を卒業することができ、サーカスのマジシャンのアシスタントとして3年間働くこととなった。

## モデル
20歳のとき、散歩中に写真家からモデルの仕事に興味はないかと尋ねられた。彼女はモデルの仕事にチャンスを見出そうと決意し、パリに移り7年間に亘ってモデルとして成功を収めた。

## 写真家

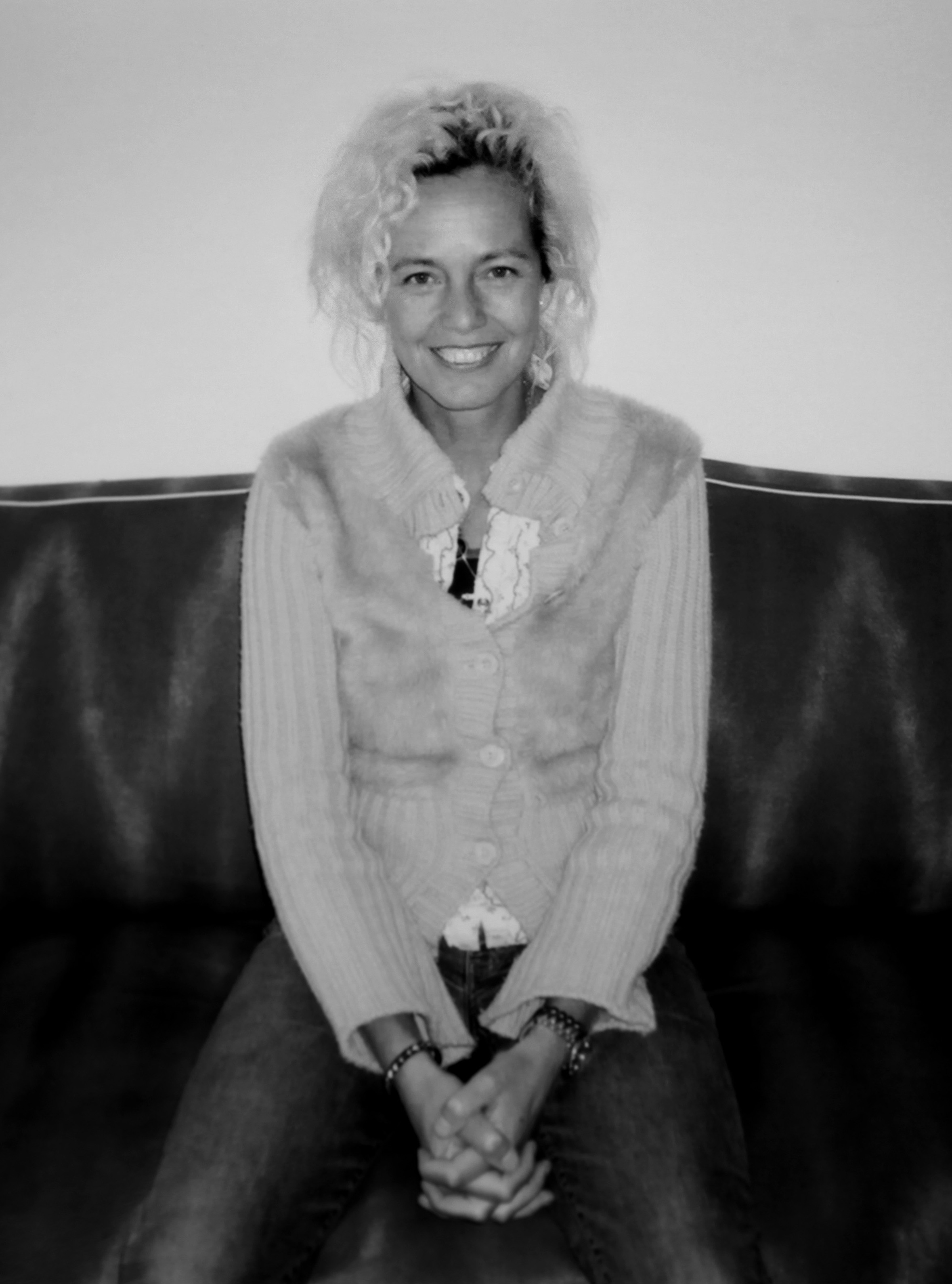
2003年、パリ

しかしフォン・アンワースは、モデルでいるままでは自分のイメージがどこでどのように使用されるかを決める自由がないと感じていた。当時のボーイフレンドにカメラをプレゼントされて使い方を教わったことがきっかけとなり、ケニアへの旅行中に路上で子供たちや村の人々の写真を撮った。写真家としての正式な訓練を受けたことはなかったが、これらの画像は1980年代初頭にフランスの雑誌「Jill」に掲載された。
写真家として最初に注目されたのは、1989年に初めてクラウディア・シファーを撮影した時であった。彼女の作品は「ヴォーグ」、「ヴァニティ・フェア」、「Interview」、「The Face」、「Arena」、「Twill」、「VOGUE HOMMES」、「i-D」、「プレイボーイ」などの雑誌に掲載され、写真集も数冊出版している。
1994年から1997年までデュラン・デュランのプロモーション写真を撮り、1990年のアルバム『リバティ』と1997年のアルバム『メダザランド』の撮影も行なった。彼女の作品は、バナナラマの『ポップ・ライフ』（1991年）、ベリンダ・カーライルの『ア・ウーマン・アンド・ア・マン』（A Woman & a Man、1996年）、キャシー・デニスの『私って…?』 （1996年）、ジャネット・ジャクソンの『ザ・ヴェルヴェット・ロープ』（1997年）、オール・セインツの『セインツ&シナーズ』（Saints & Sinners、2000年）、ダイドの『ライフ・フォー・レント』（Life for Rent、2003年）、ブリトニー・スピアーズの『ブラックアウト』（2007年）、クリスティーナ・アギレラの『バック・トゥ・ベーシックス』（2006年）と『キープス・ゲッティン・ベター〜グレイテスト・ヒッツ』（2008年）、リアーナの『R指定』（2009年）と『トーク・ザット・トーク』（2011年）、ホールの『Live Through This』（1994年）などのアルバムのジャケットにも使用されている。
日本のアーティストNOKKOの海外進出に伴って発売された『I Will Catch U』のシングルやアルバム、MVなどでは一連の撮影やアートディレクションを担当、これらの作品は当時ニューヨークでも評判を呼んだ。
彼女は女性を物扱いすることなく、魅力的な方法で表現する。Vマガジンのインタビューで「私は女性たちに何かを強制することは決してありませんが、女性たちが常に活動的で力を発揮できるよう役割を与えています。」と語り、2018年のハーパーズ バザー誌のインタビューでは写真に対するフェミニズムのアプローチについて「私の写真に写る女性たちは、たとえセクシーでもあったとしても、常に強いのです。私の撮る女性たちはいつも自信に満ちているように見えます。私は彼女たちを同じくらい美しく見せるよう努めていて、それができるのは全ての女性を美しく、セクシーで、力強いと感じたいからです。それが私がやろうとしていることです。」と説明している。

## 映像
フォン・アンワースは、ファッション・デザイナー向けの短編映画や、ポップ・ミュージシャンのミュージック・ビデオを監督している。また、レブロン、クリニーク、ロレアル、Equinoxのコマーシャルとウェブフィルムを監督してきた。

## 書籍
- Unwerth, Ellen Von (1994). Snaps. ISBN 0-944092-29-2
- Unwerth, Ellen von (1999). Wicked. ISBN 3-88814-899-5
- Unwerth, Ellen Von (1998). Couples. ISBN 3-8238-0367-0
- Miller, Harland (2003). Revenge. ISBN 1-931885-14-1
- Unwerth, Ellen Von; Mennour, Galerie Kamel (2005). Omahyra & Boyd. ISBN 2-914171-20-X
- Foenkinos, David; Unwerth, Ellen Von (2005). Plumes et Dentelles. ISBN 2-84114-772-X
- Sischy, Ingrid (2009). Fräulein. ISBN 978-3-8365-1477-4 (collectors). ** Unwerth, Ellen von (2011). Fräulein. ISBN 978-3-8365-2808-5 (trade).
- Unwerth, Ellen Von (2012). The Story Of Olga. ISBN 978-3-8365-3980-7
- Unwerth, Ellen Von; Schulz, Mark (2017). Heimat. ISBN 978-3-8365-2887-0

## 映画
- I Create Myself – デミ・ムーア (1997年)
- Naomi – キャサリン・ハムネット
- Wendybird – キルスティン・ダンスト; エリン・フェザーストン（英語版）秋冬コレクションの短編映画

## ミュージック・ビデオ
- "Femme Fatale" – デュラン・デュラン (1993年)
- "I Will Catch U" – NOKKO (1993年)
- "Ain't Nuthin' But a She Thang" – Salt-N-Pepa (1995年)
- "Are 'Friends' Electric?" – Nancy Boy (1995年)
- "Electric Barbarella" – デュラン・デュラン (1997年)
- "Bring It On" – N'Dea Davenport (1998年)
- "I Got Trouble" – クリスティーナ・アギレラ (2007年)
- "Fragment One-And I Kept Hearing" – Kenneth Bager (2010年)
- "Year of 4" – ビヨンセ (2011年)
- "Never Been in Love" – コブラ・スターシップ ft. アイコナ・ポップ (2014年)

## 受賞
- 1991年: 国際ファッション写真祭 - 最優秀賞[15]
- 2020年: 英国王立写真協会 - 出版・広告・ファッション写真賞[16]